# Đèo Tà Cơn
Đèo Tà Cơn là đèo trên quốc lộ 279 ở huyện Tuần Giáo tỉnh Điện Biên, Việt Nam .

## Vị trí
Đèo Tà Cơn trên quốc lộ 279 ở vùng giáp ranh xã Chiềng Sinh và thị trấn Tuần Giáo 21°35′17″B 103°25′18″Đ / 21,588071°B 103,421668°Đ huyện Tuần Giáo tỉnh Điện Biên. Đèo dài cỡ 3 km, cách trung tâm thị trấn Tuần Giáo cỡ 4 km về hướng tây .
Tên đèo được đặt theo tên "bản Tà Cơn" xã Chiềng Sinh ở chân đèo phía tây. Đèo có các khúc cua gấp, thường xảy ra tai nạn.